# های بلاف (آلاباما)
های بلاف (به انگلیسی: High Bluff) یک منطقهٔ مسکونی در ایالات متحده آمریکا است که در شهرستان گنوا، آلاباما واقع شده‌است. های بلاف ۸۲٫۹۱ متر بالاتر از سطح دریا قرار دارد.